# Гермескайль
Гермескайль (нім. Hermeskeil) — місто в Німеччині, розташоване в землі Рейнланд-Пфальц. Входить до складу району Трір-Саарбург. Центр об'єднання громад Гермескайль.
Площа — 30,85 км2. Населення становить 6688 ос. (станом на 31 грудня 2020). Римський каструм був ідентифікований у 2015 році: це єдиний каструм, створений Юлієм Цезарем всередині Великої Німеччини, коли він перетнув Рейн у 53 році до н.е.

## Галерея

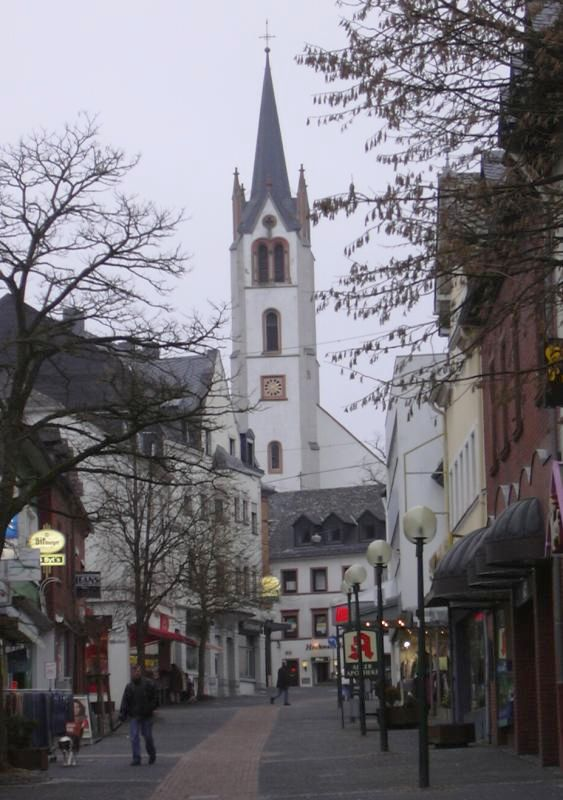
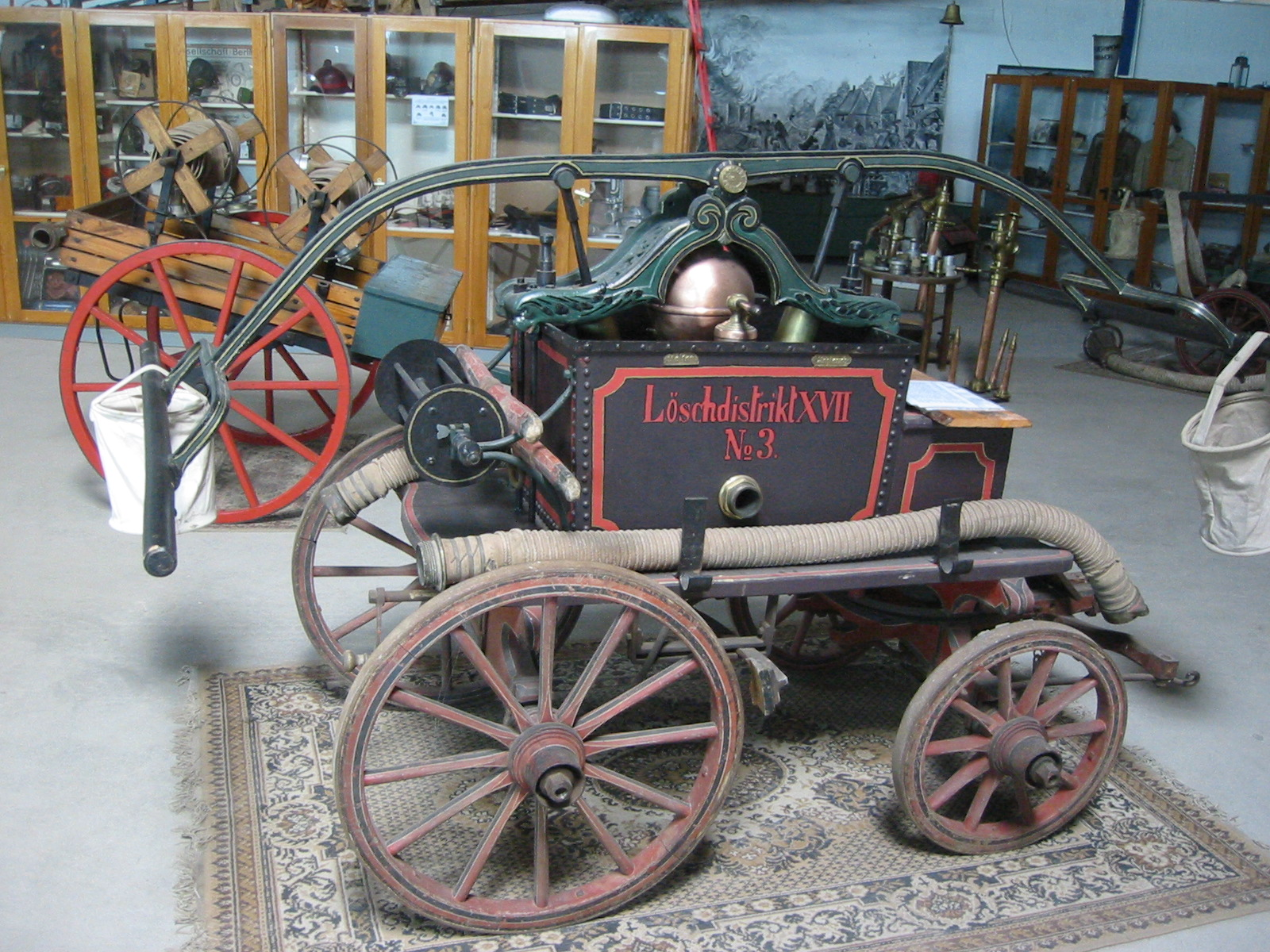